# Cefaloglycin
-8-oxo-5-thia-1-azabicyclo[4.2.0]oct-2-ene-2-carboxylic acid
| image = Cefaloglycin.svg
| tradename = 
| pregnancy_AU = 
| pregnancy_US = 
| pregnancy_category = 
| legal_AU = 
| legal_UK = 
| legal_US = 
| legal_status = 
| routes_of_administration = 
| bioavailability = 
| protein_bound = 
| metabolism = 
| elimination_half-life = 
| excretion = 
| CAS_number = 3577-01-3
| CAS_number_Ref = 
| ATC_prefix = 
| ATC_suffix = 
| ATC_supplemental = 
| PubChem = 19150
| DrugBank = DB00689
| DrugBank_Ref =  
| ChemSpiderID = 18069
| ChemSpiderID_Ref =  
| UNII = HD2D469W6U
| UNII_Ref =  
| KEGG = D01949
| KEGG_Ref =  
| ChEBI = 34613
| ChEBI_Ref =  
| ChEMBL = 1200971
| ChEMBL_Ref =  
| C = 18
| H = 19
| N = 3
| O = 6
| S = 1
| molecular_weight = 405.426 g/mol
| SMILES = O=C2N1/C(=C(\CS[C@@H]1[C@@H]2NC(=O)[C@@H](c3ccccc3)N)COC(=O)C)C(=O)O
| StdInChI = 1S/C18H19N3O6S/c1-9(22)27-7-11-8-28-17-13(16(24)21(17)14(11)18(25)26)20-15(23)12(19)10-5-3-2-4-6-10/h2-6,12-13,17H,7-8,19H2,1H3,(H,20,23)(H,25,26)/t12-,13-,17-/m1/s1
| StdInChIKey = FUBBGQLTSCSAON-PBFPGSCMSA-N
| StdInChIKey_Ref =  
| StdInChI_Ref =  
| verifiedrevid = 460022500
}}
Cefaloglycin INN (cũng được đánh vần là cephaloglycin) là một loại kháng sinh cephalosporin thế hệ đầu tiên.